# Camporredondo
Camporredondo è un comune spagnolo di 204 abitanti situato nella comunità autonoma di Castiglia e León.